# Hunter (rivière de Nouvelle-Zélande)
Pour les articles homonymes, voir Hunter.
La rivière Hunter  (en anglais : Hunter River ) de Nouvelle-Zélande, est un cours d'eau situé dans la région d’Otago dans l’Île du Sud de la Nouvelle-Zélande, 

## Géographie
Elle s’écoule dans le lac Hāwea.